# Sunao Hozaki
Sunao Hozaki (保﨑 淳 Hozaki Sunao?), född 14 mars 1987 i Saitama prefektur, är en japansk fotbollsspelare.
Hozaki började sin karriär 2009 i Mito HollyHock. Efter Mito HollyHock spelade han för Thespakusatsu Gunma, Zweigen Kanazawa, Suzuka Unlimited FC och SC Sagamihara.